# Cratere Littleton
Littleton  è un cratere sulla superficie di Marte.